# Claudio López
Claudio Javier López (Río Tercero, 17 de Julho de 1974) é um ex-futebolista argentino que jogava na posição de atacante.

## Biografia
El Piojo (O Piolho) iniciou sua carreira profissional com o Estudiantes de La Plata em 1990, com apenas 16 anos. Depois, ele se transferiu para o Racing Club de Avellaneda no ano seguinte, onde ele permaneceria até que ele transferiu em 1995 ao Valencia CF.
Ele permaneceu com o Valencia CF durante cinco anos, ajudando o time a ser o vice-campeão da Liga dos Campeões da UEFA na temporada 1999-2000, quando se transferiu para a Lazio da Serie A por uma quantia de 35 milhões de Euros. Infelizmente, López sofreu de problemas de lesão na Lazio, e não pôde cumprir as esperanças que o acompanharam.
López foi para o Club América em 2004 no Apertura, onde ele jogou em dezessete jogos, marcando quatro gols. A temporada seguinte, Clausura 2005 trouxe resultados melhores, com López marcando um total de quatorze gols e ajudando o seu time ao décimo título do campeonato mexicano em sua história. Claudio era um instrumento do sucesso do time, marcando dois gols na final em cima do Tecos Fútbol Club.
Ele teve uma carreira distinta com a Seleção Argentina. Depois de ganhar uma medalha prateada com o time sub-23 durante o Jogos Olímpicos de Verão de 1996, López jogou as copas de 1998 (onde marcou gol nas quartas-de-final, contra os Países Baixos, dedicando-o a seu pai, que fazia aniversário naquele dia) e 2002.
Em 2008, foi contratado pela equipe estadunidense Kansas City Wizards. Em sua estreia por sua nova equipe, fez um belo gol de cobertura na vitória de 2-0 sobre o DC United.
No final de 2009 foi para o Colorado Rapids, também dos E.U.A., e por essa equipe conquistou a MLS Cup em 2010. Após essa conquista, encerrou a carreira de jogador.

### Seleção Argentina
Pela Seleção Argentina jogou 61 partidas, marcou 12 gols e obteve a medalha de prata nos Jogos Olímpicos de 1996.

## Títulos
Valencia
- Copa del Rey: 1998-99
- Supercopa da Espanha: 1999
- Copa Intertoto da UEFA: 1998

Lazio
- Coppa Italia: 2003-04
- Supercopa da Itália: 2000

América
- Primera División de México: 2005
- Copa dos Campeões da CONCACAF: 2006

Colorado Rapids
- MLS Cup: 2010

## Campanhas de destaque
Seleção Argentina
- Jogos Olímpicos: medalha de prata - 1996

Valencia
- Liga dos Campeões da UEFA: 2º lugar - 1999-2000